# Centre d'études et d'initiatives de solidarité internationale
Le Centre d'études et d'initiatives de solidarité internationale, ou CEDETIM, est une association française (loi de 1901) de solidarité internationale. Créé en 1965, le CEDETIM agit pour développer la solidarité avec les pays et les peuples du Sud. Depuis 2003, il fait partie du réseau Initiatives pour un autre monde (ou IPAM) avec d'autres organisations telles l'AITEC, l'AEC, AMORCES, le CEDIDELP ou Échanges et partenariats. Il est actuellement présidé par Bernard Dréano.

## Histoire
Le CEDETIM (initialement Centre socialiste d’études du tiers monde) a été créé et construit au moment de la guerre d’Algérie, entre 1965 et 1967, parallèlement aux luttes de décolonisation. Sous l'impulsion de militants issus en majorité de la commission internationale du Parti socialiste unifié, dont notamment Manuel Bridier et Gustave Massiah, le centre a d’abord cherché à fédérer dans un esprit anti-colonialiste ceux qui s’appelaient eux-mêmes des « pieds-rouges », à savoir des coopérants, militants de gauche ou d’extrême gauche qui cherchaient à contribuer à l’émancipation des peuples des ex-colonies de l’ex-Empire français. Le CEDETIM a donc joué initialement le rôle à la fois d'un centre de liaison pour des coopérants disséminés dans le monde et d'un centre de réflexion sur le sous-développement et le tiers-monde. Mais la politisation des activités du CEDETIM va l'engager rapidement dans les combats politiques plus larges liés à la politique française. C'est ce qui est énoncé très clairement fin septembre 1968 lors de l’assemblée générale du CEDETIM qui affirme que "l’association entend ne pas se limiter aux problèmes de la  coopération ni au monde des coopérants".

### Les débuts avec le PSU
Ces débuts liés avec l'histoire du PSU ont été essentiels dans l’histoire de l’association, notamment si l'on veut comprendre son rôle dans les années 1980 et 1990. D’abord, parce que la direction du CEDETIM a alors rejeté le modèle de l’aide au développement défini dans cette période, modèle dont s'étaient emparés les tiers-mondistes chrétiens et ceux qui deviendront les humanitaires. Selon Gustave Massiah, « tout le début de l’année 1968 est très marqué par le débat sur la place du tiers-monde et c’est là que se fait pour nous une rupture assez forte avec ce qui vont devenir les humanitaires après et avec le tiers-mondisme des catholiques qui développent l’idée de travail local, de petits projets, etc. Et nous, nous défendons une idée plus politiste, ... Nous, nous parlons de luttes des classes, de révolution mondiale. Enfin, nous les accusons d’être des localistes-basistes ! » .  
Dès 1969, avec la répression des mouvements contestataires suivant l'après 1968, le ministère de la Coopération se met à faire la chasse aux “coopérants rouges”. Des militants nationaux sont emprisonnés, des coopérants expulsés. Les dirigeants du CEDETIM décident alors de bruler leurs fichiers de coopérants adhérents et leur demandent de ne plus rentrer dans les groupes qu'ils organisent en France. Résultat : le CEDETIM passe de 3000 membres à une cinquantaine.

### L'aide au développement des mouvements associatifs
Mais le PSU éclate au début des années 1970 et, la tendance rocardienne devenant majoritaire, l’essentiel des animateurs du CEDETIM quittent le PSU ne croyant plus à la possibilité de le transformer de l'intérieur. Comme un bon nombre d'entre eux se sont engagés dans diverses structures tels le mouvement des paysans-travailleurs ou divers groupes maoïstes, le CEDETIM va devenir une sorte de centre de liaison multiorganisationel. Il change alors de nom en 1974, devenant le "Centre d’études anti-impérialistes" et participe alors aux grands mouvements mobilisant l’extrême gauche en France à cette période comme ceux développés autour du Larzac ou de la reprise autogestionnaire de l'entreprise Lip de production de montres.
Sur le plan international, le CEDETIM participe à la constitution en 1973 des Comités Chili contre la dictature d'Augusto Pinochet, qui réunissent jusqu’à 20 000 personnes. Le CEDETIM en assure la direction et la coordination de 1973 à 1976. De même, dans la fidélité avec leurs premiers engagements  africains, les fondateurs du Cedetim s’investissent à partir de 1971 dans le  soutien aux luttes de l’immigration. Ils animent les « Collectifs unitaires Français-immigrés » (CUFI) et créent en 1971 une « école des cadres de  l’immigration » qui regroupait neuf associations de  l’immigration : l’UGTSF (Union générale des travailleurs sénégalais en France, la Fédération des travailleurs d’Afrique, les  Réunionnais (UGTRF), les Portugais, les Espagnols, les  Antillais (AGTAG), Les Algériens, les Marocains et les Tunisiens. 
À cette époque, les animateurs de l'association décident de monter une série de nouvelles structures utiles à tous les activistes qu'elle réunit. Ainsi la réunion de fonds par une souscription militante puis leur investissement dans une société civile immobilière leur permet d’acquérir puis d'équiper un immeuble parisien, rue Nanteuil, dans le 15e arrondissement, afin d'héberger de nombreuses associations et plusieurs comités de soutien (des comités Larzac aux nombreux comités de réfugiés et comités de libérations nationales) ; ils y mettent à leur disposition une imprimerie (« l’Internationale ») et un centre de diffusion de publications (Diffusion populaire) dans lequel le jeune militant qu'est François Gèze, le futur directeur des éditions La Découverte, va faire ses premières armes. En 1976, ils créent une structure associative pour gérer ces infrastructures, le « Centre international de culture populaire » (CICP), association au  nom anodin afin d’éviter l'attention du ministre de l’Intérieur de l'époque, Michel Poniatowski.

### L'aide au démarrage du mouvement altermondialiste
En juillet 1989, le Cedetim est avec le CRID et « Agir ici » à l’origine d’une importante mobilisation « pour l’abolition de la dette du tiers monde »,. Il fait bénéficier de ses liens avec l’extrême gauche et de son insertion parmi les ONG spécialisées dans le développement et joue un rôle essentiel dans cette mobilisation En réaction au Sommet du G7 qui réunissait les chefs d’État des pays les plus industrialisés, et en profitant du bicentenaire de la Révolution française, ces trois associations organisent trois initiatives : une manifestation soutenue par de nombreuses organisations syndicales et politiques ; un grand concert place de la Bastille, réunissant une centaine de milliers de personnes ; et un contre Sommet de  dénonçant les effets de la dette sur sept peuples défavorisés. Le slogan de ces journées « Dette, apartheid, colonies, ça suffat comme ci ! » constituera le thème d’une large campagne pour l’annulation de la dette au cours des années qui suivront.
Selon Éric Agrikoliansky, « l’épisode de 1989 [constitue] un point de départ décisif pour les mobilisations prenant en France pour objet une critique de la “mondialisation” ». Pour lui, c’est à ce moment que se définit le discours altermondialiste et que sont élaborées les formes d’actions qui deviendront des routines du mouvement (en particulier ce qui donnera les nombreux contre-sommets). C’est surtout à cette occasion que se construit, selon ce chercheur « un noyau de militants de la « solidarité internationale », parmi lesquels se recruteront dans la décennie qui suit certains des principaux promoteurs de l’altermondialisme en France : le Cedetim, l’AITEC et le CRID participent ainsi activement à la naissance d’ATTAC [en 1998] et à sa direction ».

## Les campagnes du CEDETIM
Le CEDETIM n'hésite pas à prendre parti pour défendre les peuples concernés par les multiples héritages de la colonisation française. En effet, de très nombreux coopérants français ont participé au soutien des gouvernements, aux programmes d'éducation ou de santé, voire avec des actions de développement dans les anciens pays de l'ex empire français après leur accession à l'indépendance à la fin des années 1950. Parmi eux se trouvaient les fondateurs du CEDETIM. Leurs liens avec les populations locales et leurs convictions politiques se sont développés souvent de manière parallèle, ce qui explique leur investissement dans les actions ayant pour cadre les pays anciennement colonisés par la puissance française, tant en Afrique qu'en Océanie ou en Asie.

### Actions concernant l'Afrique
Pour Gustave Massiah, « dans notre mémoire politique, les massacres de Sétif [8 mai 1945] et de Madagascar [de mars 1947 à fin 1948] sont encore très présents. Nous sortons d’une phase de lutte anticoloniale certes très marquée par deux pôles, l’Algérie et le Vietnam, mais dont l’Afrique noire n’est pas absente ». Le continent africain est ainsi le premier concerné par les actions du CEDETIM, tant par l'histoire de l'impérialisme français que par ses suites qui l'ont transformé en champ privilégié pour les entreprises françaises voulant bénéficier des gisements de matières premières à bas prix. Si on reprend la typologie proposée dans la revue Vacarme, trois périodes peuvent être distinguées dans l'histoire du travail des coopérants français : d'abord la « coopération rouge » au service des luttes de l’immigration, de la décolonisation de l’Afrique portugaise à la dénonciation des interventions militaires françaises dans ses anciennes colonies, avec le soutien aux luttes armées camerounaises et au boycott des oranges sud-africaines ; puis ensuite un premier recentrage autour des luttes anti-impérialistes menées dans la métropole ; et enfin un élargissement aux combats contre la mondialisation conduites notamment autour des « causes » africaines.
- (1965-1970) coopération rouge :

Le travail des coopérants français procure aux territoires une assistance technique de type « pieds-rouges » à l’échelle de l’Afrique et des colonies françaises. Cette « coopération rouge » est une manifestation de la solidarité politique et un partenariat avec les mouvements syndicaux et politiques. Elle se matérialise dans des groupes de travail mêlant de façon éclectique nationaux et coopérants et comptant chacun quelques dizaines de personnes : 90 à Tananarive, 45 à Pnomh-Penh, 15 à Sidi Bel Abès, etc. Ces expériences s’interrompent après 1968, sous le coup d’une double répression : dans les pays africains, et en France, où le ministère de la Coopération se livre à la chasse aux coopérants rouges[réf. nécessaire]. Des militants nationaux sont emprisonnés, des coopérants expulsés. Le CEDETIM décide alors de brûler ses fichiers pour prévenir les infiltrations, demande aux nationaux de ne pas entrer dans les groupes, et interdit la création de nouveaux groupes. Résultat : le CEDETIM passe de 3 000 membres à une cinquantaine.
- (1968-1976) anti-impérialisme de masse :

Transporté par les journées de mai 1968, le CEDETIM privilégie l’insertion dans le mouvement social en France à la présence dans les différents pays, d’autant que l’assistance technique semble de plus en plus être un substitut permettant aux régimes d'Afrique d’écarter les cadres africains, pour beaucoup dans l’opposition.[réf. nécessaire]

### Actions concernant le colonialisme, l'anticolonialisme et le soutien aux peuples opprimés
Plus généralement, le CEDETIM consacre une part importante de ses énergies à élargir ses actions en prenant la défense des peuples opprimés partout dans le monde, quand bien même leurs liens avec l'impérialisme français sont ténus voire absents :
- Par exemple, il a récemment pris une part importante dans l'organisation de la semaine anticolonialiste
- Le CEDETIM a également contribué fortement à la défense du peuple kurde

## Interconnexion avec des réseaux
Le CEDETIM est associé avec un grand nombre d'autres associations engagées, aussi bien sur le plan international que national. Ainsi, en France, le CEDETIM fait partie du réseau Initiative pour un autre monde (ou IPAM). L'IPAM comprend, outre le CEDETIM, cinq autres membres :
- Association internationale de techniciens, experts et chercheurs (AITEC) ;
- Agence pour la solidarité internationale, la culture et le développement (AMORCES) ;
- Assemblée européenne des citoyens (AEC), branche française du réseau Helsinki Citizens’ Assembly (hCa) ;
- Centre de documentation sur le développement, les libertés et la paix (CEDIDELP) ;
- Échanges et Partenariats (E&P).